# Шахан (Байзацький район)
Шаха́н (каз. Шахан) — село у складі Байзацького району Жамбильської області Казахстану. Входить до складу Темірбецького сільського округу.
У радянські часи село називалося Колхоз імені Чапаєва.
Населення — 511 осіб (2021; 794 у 2009, 793 у 1999, 941 у 1989).